# Руденка (Запорожская область)
Руденка (укр. Руденка) — село,
Шевченковский сельский совет,
Бильмакский район,
Запорожская область,
Украина.
Код КОАТУУ — 2322788002. Население по переписи 2001 года составляло 66 человек.

## Географическое положение
Село Руденка находится на расстоянии в 2км от села Очеретоватое и в 3х км от села Терновое.
Рядом проходит железная дорога, станция Платформа 347 км в 1м км.